# Alopecosa albofasciata
Espèce
Synonymes
- Lycosa albofasciata Brullé, 1832
- Lycosa numida Lucas, 1846
- Lycosa sagittata C. L. Koch, 1847
- Lycosa punctiventris Doleschall, 1852
- Tarentula ocellaris Canestrini & Pavesi, 1868
- Lycosa albicincta Blackwall, 1870

Alopecosa albofasciata est une espèce d'araignées aranéomorphes de la famille des Lycosidae.

## Distribution
Cette espèce se rencontre du bassin méditerranéen à l'Asie centrale.
En France elle se rencontre surtout dans le sud du pays et en Corse.

## Habitat
Cette espèce se rencontre dans les friches, clairières, cistaies et sous-bois clairs.

## Description
Les mâles mesurent de 8 à 9 mm et les femelles de 10 à 12 mm.

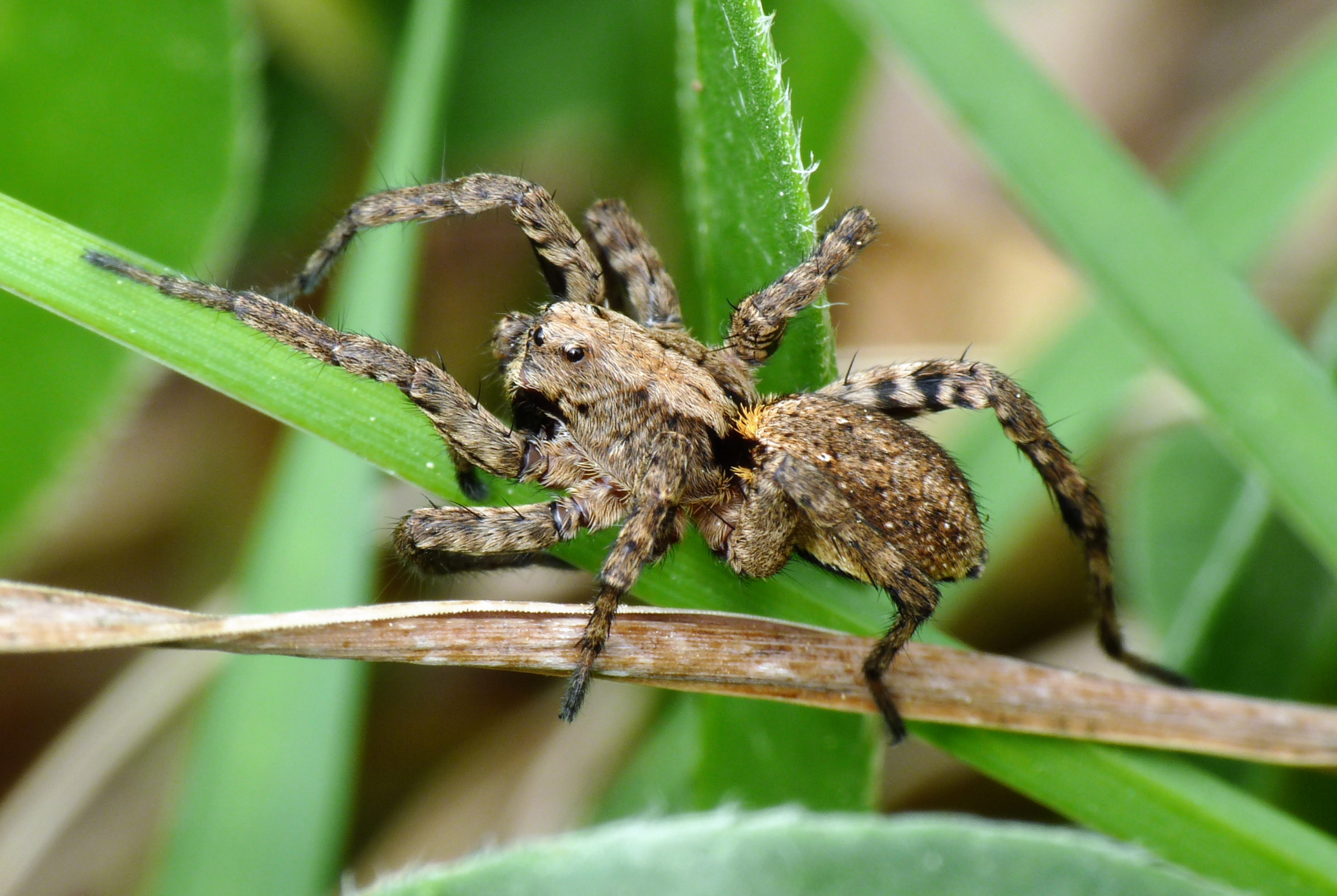
Alopecosa albofasciata

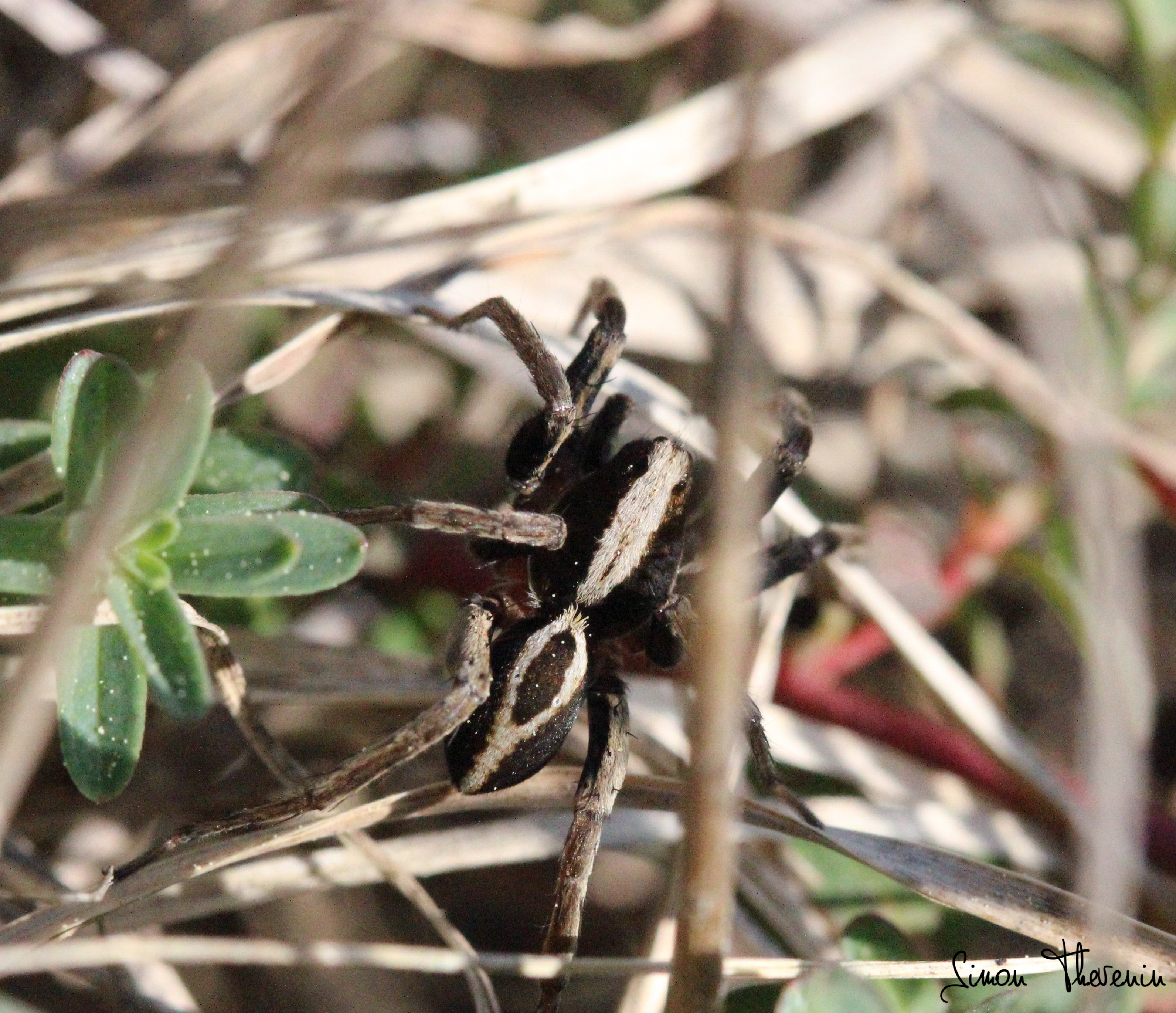
Alopecosa albofasciata ♂

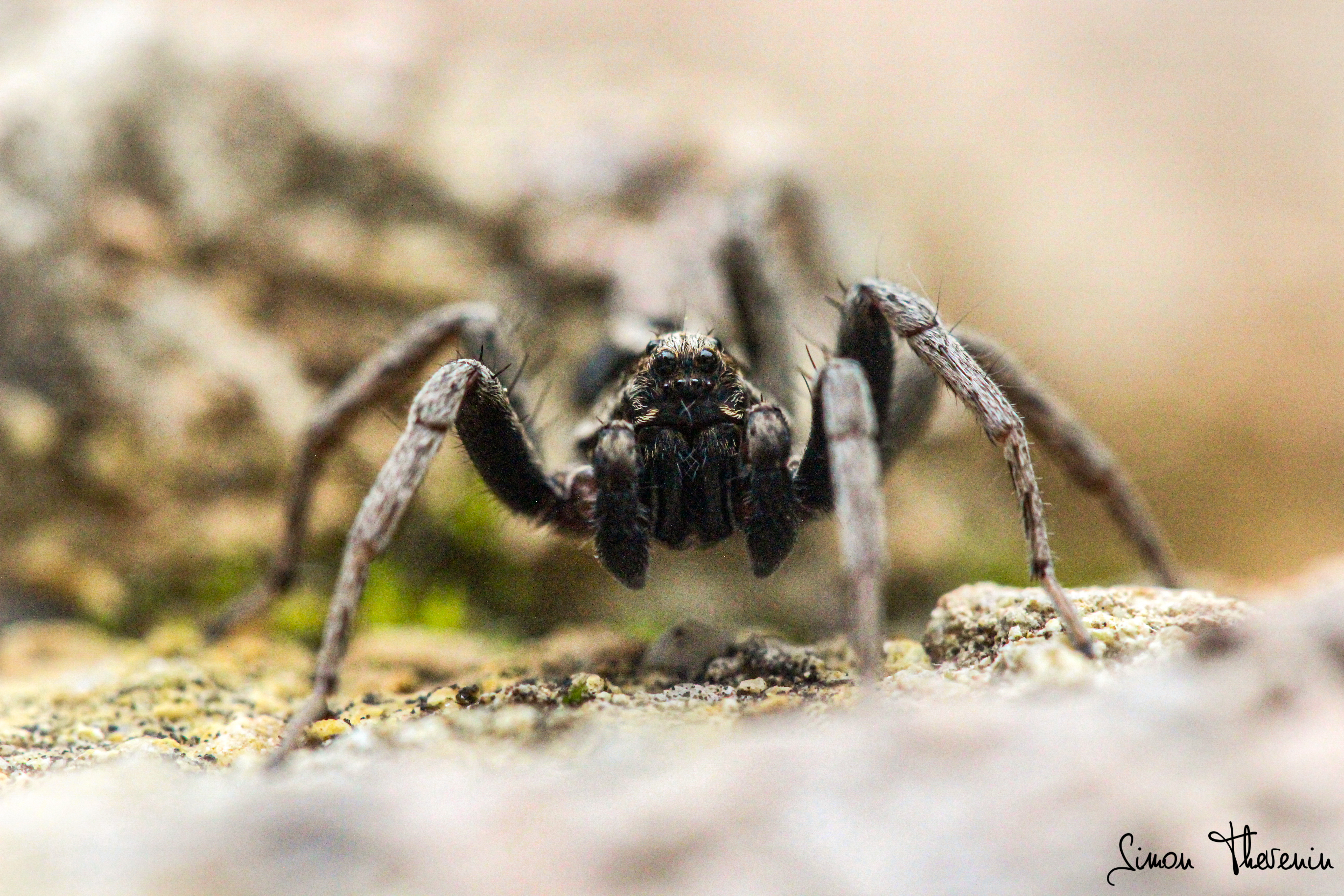
Alopecosa albofasciata ♂, vu de face.

Cette espèce s'identifie à la face ventrale noire ornée de taches blanches et ses hanches rougeâtres. Le dessus de la femelle est terne, on remarquera toutefois une tache cardiaque bordée de deux points blancs. Le mâle est plus caractéristique avec un plastron blanc et une tache cardiaque noire. 

## Publication originale
- Brullé, 1832 : Des Animaux articulé, Araneae. Expédition scientifique de Morée, section des sciences physiques, Zoologie, Paris, tome 3, p. 51-57 (texte intégral).